# シモーネ・ジャネッリ
シモーネ・ジャネッリ（イタリア語: Simone Giannelli、1996年8月9日 - ）は、イタリアの男子バレーボール選手。イタリア代表。

## 来歴

### クラブチーム
ボルツァーノ出身。2012年にトレンティーノ・バレーへ入団し、バレーボール選手としてのキャリアをスタートさせる。9年間在籍したうち、セリエAでは2度（2012/13、2014/15シーズン）優勝を果たした。2014/15シーズンはリーグのMVPに選ばれた。2015/16シーズンと2020/21シーズンはの欧州チャンピオンズリーグで準優勝した。2016年の世界クラブ選手権で銅メダルを獲得し、自身もベストセッター賞を受賞した。2018/19シーズンの世界クラブ選手権では金メダルを獲得した。2021/22シーズンからはシル・サフェーティ・ペルージャへ移籍した。

### 代表チーム
2015年、イタリア代表に初選出された。同年9月に開催されたワールドカップでは正セッターを務め銀メダルを獲得した。2016年のワールドリーグで4位となり、大会のベストセッター賞となった。2017年のグラチャンで銀メダルを獲得し、自身もベストセッター賞を受賞した。2022年の世界選手権で金メダルを獲得し、自身もMVPとベストセッター賞を受賞した。

## 球歴
- イタリア代表
  - オリンピック - 2016年、2021年、2024年
  - 世界選手権 - 2018年、2022年
  - 欧州選手権 - 2015年、2017年、2019年、2021年
  - ワールドカップ - 2015年
  - バレーボール・ワールドリーグ - 2016年、2017年
- イタリアユース代表
  - U21世界選手権 - 2015年
  - U20欧州選手権 - 2014年
  - 欧州ユース選手権 - 2013年

## 所属クラブ
- トレンティーノ・バレー（2012-2021年）
- シル・サフェーティ・ペルージャ（2021年-）

## 受賞歴
- 2016年 ワールドリーグ ベストセッター賞
- 2016年 世界クラブ選手権　ベストセッター賞
- 2017年 グラチャン ベストセッター賞
- 2018年 世界クラブ選手権　ベストセッター賞
- 2021年 欧州選手権 ベストセッター賞
- 2022年 世界選手権 MVP、ベストセッター賞